# 奇蹟の風
「奇蹟の風」（きせきのかぜ）は、Little Seraphの2作目のシングルである。2001年3月24日、Wonder-Factoryより発売された。

## 概要
- 声優の丹下桜が、Little Seraph名義でリリースしたシングル。作詞は、SERA名義となっている。
- WONDER-NETのみでの販売で、市販はされていない。
- 初回限定盤は、ANGELIC ALICEの2種類のスペシャルトランプカードが封入されている。
- 現在もWONDER-NET上で発売されている。

## 収録曲
1. 奇蹟の風 [3:50]
作詞：SERA、作曲：Natsuki Aikawa、編曲：Kiyoshi Yoshida
2. 君のサイドシート [4:59]
作詞：SERA、作曲：Natsuki Aikawa、編曲：Kiyoshi Yoshida&Natsuki Aikawa
3. early summer [4:45]
作詞：SERA、作曲：Kiyoshi Yoshida、編曲：Kiyoshi Yoshida

## 収録作品
アルバム
- オリジナルアルバム『WONDER-MUSEUM』（2001年10月5日発売）
  - 奇蹟の風 -Prelude version-
  - 君のサイドシート
  - early summer